# Sōji Yoshikawa
Sōji Yoshikawa (吉川 惣司?, Yoshikawa Sōji; Tokyo, 22 febbraio 1947) è uno sceneggiatore, animatore e regista giapponese. Nel corso della sua carriera ha lavorato con gli pseudonimi Kazumi Takahashi (高橋 和美?, Takahashi Kazumi), Kyōdō Oda (小田 経堂?, Oda Kyōdō) e Haruka Kyō (京 春香?, Kyō Haruka). Dopo aver abbandonato gli studi, fu assunto presso la Mushi Production, dove iniziò a lavorare come animatore, lavorando fra gli altri a Astro Boy. In seguito ha intrapreso la carriera di sceneggiatore e regista.
Come sceneggiatore ha curato numerose serie televisive di successo come Votoms, Belle et Sebastien, Reideen, City Hunter, Cyborg 009, Conan il ragazzo del futuro, Daitarn 3, Zambot 3, Lupin III e Time Bokan. Ha inoltre curato la regia di Rocky Joe, Lupin III e Combat Mecha Xabungle.

## Lavori

### Regista
- Rocky Joe (parte della serie)
- Lupin III - La pietra della saggezza
- Sentō Mecha Xabungle (inizialmente regista, poi sceneggiatore)
- Kirby

### Sceneggiatore
- Pepero (ep. 9, ep. 2 & 19 come Kyōdō Oda)
- Sōkō kihei Votoms
- Belle et Sebastien
- Principessa dai capelli blu
- Yuusha Raideen
- City Hunter
- Sentō Mecha Xabungle
- Cyborg 009
- Conan il ragazzo del futuro
- Gaiking
- Game Center Arashi
- Le avventure di Gamba
- Daitarn 3
- Zambot 3
- Il Tulipano Nero
- SF Shinseiki Lensman
- Le avventure di Lupin III
- Esteban e le misteriose città d'oro
- Tensai Bakabon
- Time Bokan
- UFO Diapolon - Guerriero spaziale
- The Ultraman
- Danguard
- The Yearling

### Storyboard
- Rocky Joe
- Tensai Bakabon
- Moomin
- Le avventure di Lupin III
- Lady Oscar
- Jenny la tennista
- Taiyō no kiba Dougram
- Sōkō kihei Votoms

### Animatore
- Astro Boy

### Character design
- Taiyō no kiba Dougram

### Novel
- Sōkō kihei Votoms The First Red Shoulder
- Sōkō kihei Votoms The Last Red Shoulder